# Cuartel San Francisco
El Cuartel San Francisco es un edificio museo militar registrado en el "Inventario Nacional" como Patrimonio Histórico Nacional Cultural de Honduras.

## Cronología histórica

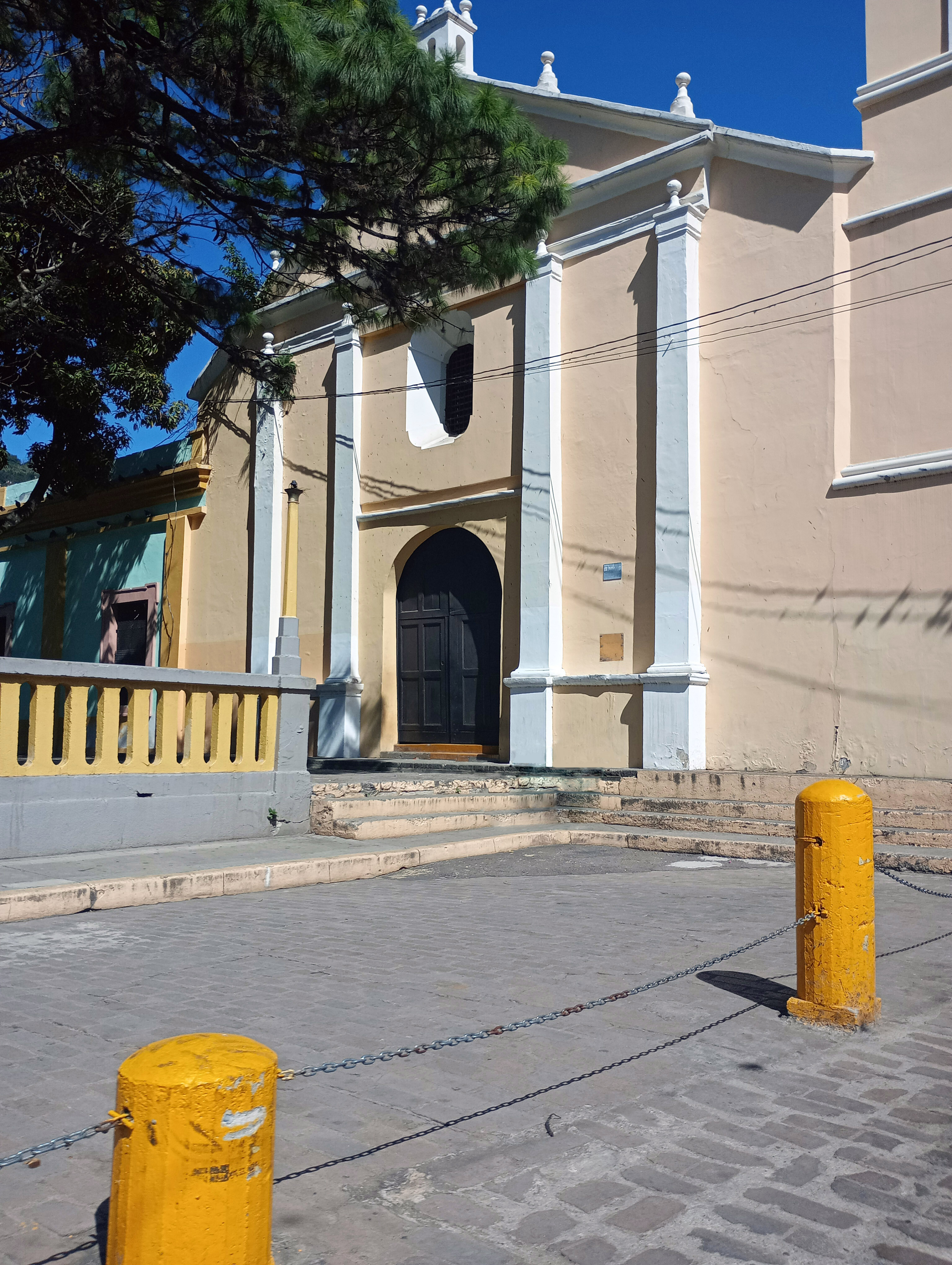
Iglesia San Francisco, datada de finales del siglo XVI

En 1592 el Convento de San Diego de Álcala fue fundado por fray Nicolás de Vargas, fray Alonso de Padilla, fray Bartolomé Velásquez y fray Gil de Figueroa, al cual llamaron Iglesia y convento de San Diego de Álcala, en la Villa de San Miguel de Heredia de Tegucigalpa, luego el templo fue denominado "Iglesia de San Francisco" y el convento fue abandonado, por lo que fue demolido en 1730. Posteriormente se aprovechó el terreno para la edificación del Cuartel de San Francisco entre los años 1731 a 1735, mediante donaciones que hiciera Alonso Rodríguez Bravo y de habitantes de la Real Minas de Tegucigalpa (Cerro de Plata).
1802. Fue destinado para impartir clases de gramática latina, escritura, aritmética, filosofía y religión, a cargo del padre José Antonio Murga. Entre los alumnos figuraron Francisco Morazán, José Antonio Márquez, Diego Vigil y Cocaña, Liberato Moncada, Joaquín Rivera Bragas, José Santos Guardiola Bustillo, entre otros.
1828. Las instalaciones son declaradas base militar para las tropas revolucionarias.
1829. El general Francisco Morazán Quezada confisca el local bajo custodia de la Alcaldía Mayor de Tegucigalpa, es destinado para una imprenta donde se publicó el diario oficial La Gaceta (Honduras) y para cuño.
1831. Es sede de la primera Escuela Militar de Honduras nombrándose como primer director al coronel Narciso Benítez, de nacionalidad colombiana.
19 de septiembre de 1847. El local fue sede de la inaugurada Universidad Nacional de Honduras, a cargo del sacerdote José Trinidad Reyes, Miguel Ángel Bustillo, el obispo Francisco de Paula Campoy y Pérez y el presidente don Juan Lindo.
1881. Nuevamente el local es sede de la Escuela Militar, inaugurada en el gobierno del doctor Marco Aurelio Soto y que a principios del nuevo milenio es reorganizada por el presidente Manuel Bonilla como Escuela Militar de Honduras, de esta escuela se gradúa como alférez el presidente general Vicente Tosta Carrasco.
1890. Durante los combates del intento de golpe de Estado al presidente General Luis Bográn, por parte del general Longino Sanchéz en su condición de Comandante de armas de san Miguel de Tegucigalpa, el edificio sufrió daños en la fachada y el derribo de parte del techo.
1904. Aquí se entonó por primera vez con música y voz de la Banda Marcial de Honduras, el Himno Nacional de Honduras creación de Augusto C. Coello y el maestro Carlos Hartling.
1919. Se carece de información sobre si recibió daños en la primera guerra civil de Honduras, ocurrida este año.
1924. En la Segunda Guerra Civil de Honduras o Revolución reivindicatoria, el edificio no sufrió daños severos.
1950. En el edificio se aloja la Primera Zona Militar, al ser organizada las fuerzas armadas.
1 de agosto de 1956. El Mayor de plaza Santos Sorto Paz, acuartelado desde el Cuartel de San Francisco, se levanta en armas contra el presidente de la república Julio Lozano Díaz. Nuevamente el edificio recibió severos daños por el fuego gubernamental que lo bombardeo con morteros de calibre 51 mm, 60 mm y 81 mm, luego fue ametrallado. Una vez en el poder la proclamada la Junta Militar de Honduras 1956-1957 al mando del triunvirato formado por el general Roque Jacinto Rodríguez, el coronel de aviación Héctor Caraccioli Moncada y el mayor Roberto Gálvez Barnes, se ordenó su inmediata restauración.
1959. En el intento de golpe de Estado al presidente constitucional doctor Ramón Villeda Morales, por el coronel Armando Velásquez Cerrato, que no produjeron consecuencias desafortunadas para el edificio.
1963. El Cuartel de San Francisco recibe menores daños durante el nuevo golpe de Estado perpetrado por el coronel Oswaldo López Arellano, al señor presidente doctor José Ramón Villeda Morales.
1972. Fue sede de la Escuela para Aplicación para Oficiales del Ejército.
1983. Actual sede de la Dirección de Historia Militar (museo)
1999. El Jefe del Estado Mayor Conjunto de las Fuerzas Armadas de Honduras, el general de brigada Daniel López Carballo, ordena al Departamento de ingeniería del Ejército la restauración total del edificio del Cuartel de San Francisco que permanece bajo custodia de las fuerzas armadas.
2 de mayo de 2014. Es reinaugurado el Museo Histórico Militar de Honduras, con nuevas adquisiciones como ser: vestimentas de la Segunda Guerra Mundial, nuevas maquetas de aparatos militares, patrulleras, un helicóptero usado por el ejército estadounidense en la guerra de Vietnam, etc. además se ha encontrado bajo el suelo una especie de sótano del siglo XIX, que fue usada aparte de polvorín y calabozo.

## Descripción del edificio
Del antiguo convento "San Diego de Álcala" el informe conocido sobre su edificación, es que era una iglesia con un corredor angosto sostenido con pilares de madera y en su parte superior terminando en forma circular (arcos) elaborados con madera de la cual conformaba una especie de claustro; a las orillas de aquí había un muro con una altitud de una vara, que servía para que el agua no azotara ni penetraran al corredor, las habitaciones de los frailes eran pequeñas y oscuras, en el interior del edificio principal estaban: la despensa, cocina, comedor, salón de estudio y trabajo, área de paseo, como las aulas para dar las cátedras a los seminaristas. En 2005 fue descubierta una fosa de aparentemente del siglo XVIII y que fue utilizada como polvorín.
Del Cuartel San Francisco construido en 1731, se deduce que las paredes son de adobe y están levantadas sobre bases de arranque y piedra, techo de artesón y travesaños de madera y cubierto de teja de arcilla.
A partir de 1983 este edificio es sede del Museo de Historia Militar de Honduras y se pueden apreciar:  documentos, armas, objetos antiguos de los siglos XVII y XVIII con los que se demuestran la existencia del cacicazgo en el territorio como de la historia militar del siglo XIX al XX.

## Dirección
Está ubicado en la ciudad de Tegucigalpa, Municipio del Distrito Central y capital de Honduras; frente al "Parque Valle" y  a la par de la Iglesia de San Francisco.